# Họ Bá vương
Họ Bá vương hay họ Tật lê (danh pháp khoa học: Zygophyllaceae) là một họ thực vật có hoa chứa bá vương (Zygophyllum spp.) và tật lê (Tribulus spp.). Họ này chứa khoảng 285 loài trong 22 chi.
Theo Angiosperm Phylogeny Group (APG II), họ hỗn tạp Zygophyllaceae không đặt dưới bộ nào, nhưng được gộp trong Eurosids I như là nhóm chị em với một nhánh bao gồm vài bộ. Tên gọi Zygophyllales có thể được sử dụng nếu người ta thấy nó là thích hợp để đặt họ Zygophyllaceae vào trong bộ đó.
Chi Peganum từng đặt trong họ Zygophyllaceae trước khi được di chuyển sang họ mới tạo ra là Nitrariaceae.

## Phân loại
Họ Bá Vương (Zygophyllaceae)
- Phân họ Larreoideae
  - Chi Bulnesia
  - Chi Guaiacum
  - Chi Larrea
  - Chi Pintoa
  - Chi Porlieria
- Phân họ Morkillioideae
  - Chi Morkillia
  - Chi Sericodes
  - Chi Viscainoa
- Phân họ Seetzenioideae
  - Chi Seetzenia
- Phân họ Tribuloideae
  - Chi Balanites
  - Chi Kallstroemia
  - Chi Kelleronia
  - Chi Neoluederitzia
  - Chi Sisyndite
  - Chi Tribulopis
  - Chi Tribulus
- Phân họ Bá vương (Zygophylloideae)
  - Chi Augea
  - Chi Fagonia
  - Chi Melocarpum
  - Chi Roepera
  - Chi Tetraena
  - Chi Zygophyllum
- Incertae sedis
  - Chi Metharme
  - Chi Plectrocarpa